# Club Baloncesto Estudiantes 1992-1993
Questa voce raccoglie le informazioni riguardanti il Club Baloncesto Estudiantes nelle competizioni ufficiali della stagione 1992-1993.

## Stagione
La stagione 1992-1993 del Club Baloncesto Estudiantes è la 37ª nel massimo campionato spagnolo di pallacanestro, la Liga ACB.
All'inizio della nuova stagione la Federazione decise di modificare il regolamento riguardo al numero di giocatori stranieri consentiti per ogni squadra che così venne allargato a tre.

## Roster
Aggiornato al 30 novembre 2021.
| Estudinates Caja Postal 1992-93 | Estudinates Caja Postal 1992-93 |
| Giocatori                       | Staff tecnico                   |
| ------------------------------- | ------------------------------- |

| N. | Naz.                   | Ruolo | Nome                 | Anno | Alt.   | Peso   |  |
| -- | ---------------------- | ----- | -------------------- | ---- | ------ | ------ |  |
| 4  | Spagna (bandiera)      | P     | Pablo Martínez       | 1971 | 181 cm |        |  |
| 5  | Spagna (bandiera)      | G     | Juan Aísa            | 1971 | 194 cm |        |  |
| 7  | Spagna (bandiera)      | C     | Juan Antonio Orenga  | 1966 | 206 cm | 98 kg  |  |
| 8  | Spagna (bandiera)      | AG    | Juan Antonio Aguilar | 1971 | 199 cm |        |  |
| 9  | Stati Uniti (bandiera) | AG    | Rickie Winslow       | 1964 | 203 cm | 102 kg |  |
| 10 | Spagna (bandiera)      | C     | Alfonso Reyes        | 1971 | 202 cm | 110 kg |  |
| 11 | Spagna (bandiera)      | AP    | Alberto Herreros     | 1969 | 200 cm | 96 kg  |  |
| 12 | Stati Uniti (bandiera) | AC    | John Pinone          | 1961 | 203 cm | 104 kg |  |
| 13 | Spagna (bandiera)      | P     | Nacho Azofra         | 1969 | 185 cm | 83 kg  |  |
| 14 | Croazia (bandiera)     | GA    | Danko Cvjetićanin    | 1963 | 198 cm | 90 kg  |  |
| 15 | Spagna (bandiera)      | AC    | Rafa Vecina          | 1964 | 205 cm |        |  |
| -  | Spagna (bandiera)      | G     | Álex Escudero        | 1974 | 194 cm |        |  |

| Allenatore                                                            |
| - Miguel Ángel Martín                                                 |
| Assistente/i                                                          |
| - Pepu Hernández Legenda - (C) Capitano - (IN) Inattivo - Infortunato |

## Mercato

### Sessione estiva
| Acquisti | Acquisti          | Acquisti        | Acquisti   | Acquisti |
| R.a      | Nome              | da              | Modalità   |          |
| -------- | ----------------- | --------------- | ---------- | -------- |
| GA       | Danko Cvjetićanin | Cibona Zagabria | definitivo |          |
| AC       | Rafa Vecina       | Caja de Ronda   | definitivo |          |

| Cessioni | Cessioni        | Cessioni        | Cessioni       | Cessioni |
| R.       | Nome            | a               | Modalità       |          |
| -------- | --------------- | --------------- | -------------- | -------- |
| C        | Pedro Rodríguez | Valencia        | fine contratto |          |
| AG       | Daniel Lago     | AFA San Antonio | fine contratto |          |
| AG       | César Rioja     |                 | fine contratto |          |
| C        | Pablo Rodríguez |                 | fine contratto |          |